# 사우스다코타주
사우스다코타주(영어: State of South Dakota)는 미국 중서부의 주이다. 1889년 11월 2일 노스다코타주와 함께 연방에 가입했다.
사우스다코타주는 북쪽으로 노스다코타주, 동쪽으로 아이오와주와 미네소타주, 남쪽으로 네브래스카주, 서쪽으로 와이오밍주와 몬태나주와 접한다. 러시모어 산이 있는 곳으로 유명하다.

## 역사

### 초기의 역사
백인 탐험가들이 처음으로 도착하기 전에 사우스다코타 지방에는 4개의 주요 인디언 종족들이 살았다. 키오와 족은 블랙힐스 지방을 차지하고, 아리카라 족은 샤이엔 강의 입구 근처에 있는 미주리 강을 따라 살았다. 샤이엔 족 인디언들은 북동부로부터 이 지방으로 건너와 화이트 강과 블랙힐스 지역으로 이동하여 키오와 족을 강제 퇴거시켰다. 수족 혹은 라코타 족과 다코타 족은 1700년대의 시작에 현재의 미네소타로부터 사우스다코타로 건너왔다. 그들은 들소 떼를 따라다닌 사냥꾼과 전사들이었다. 그들은 결국 수많은 다른 인디언 단체들을 사우스다코타 밖으로 밀어냈다.

### 탐험과 모피 교역

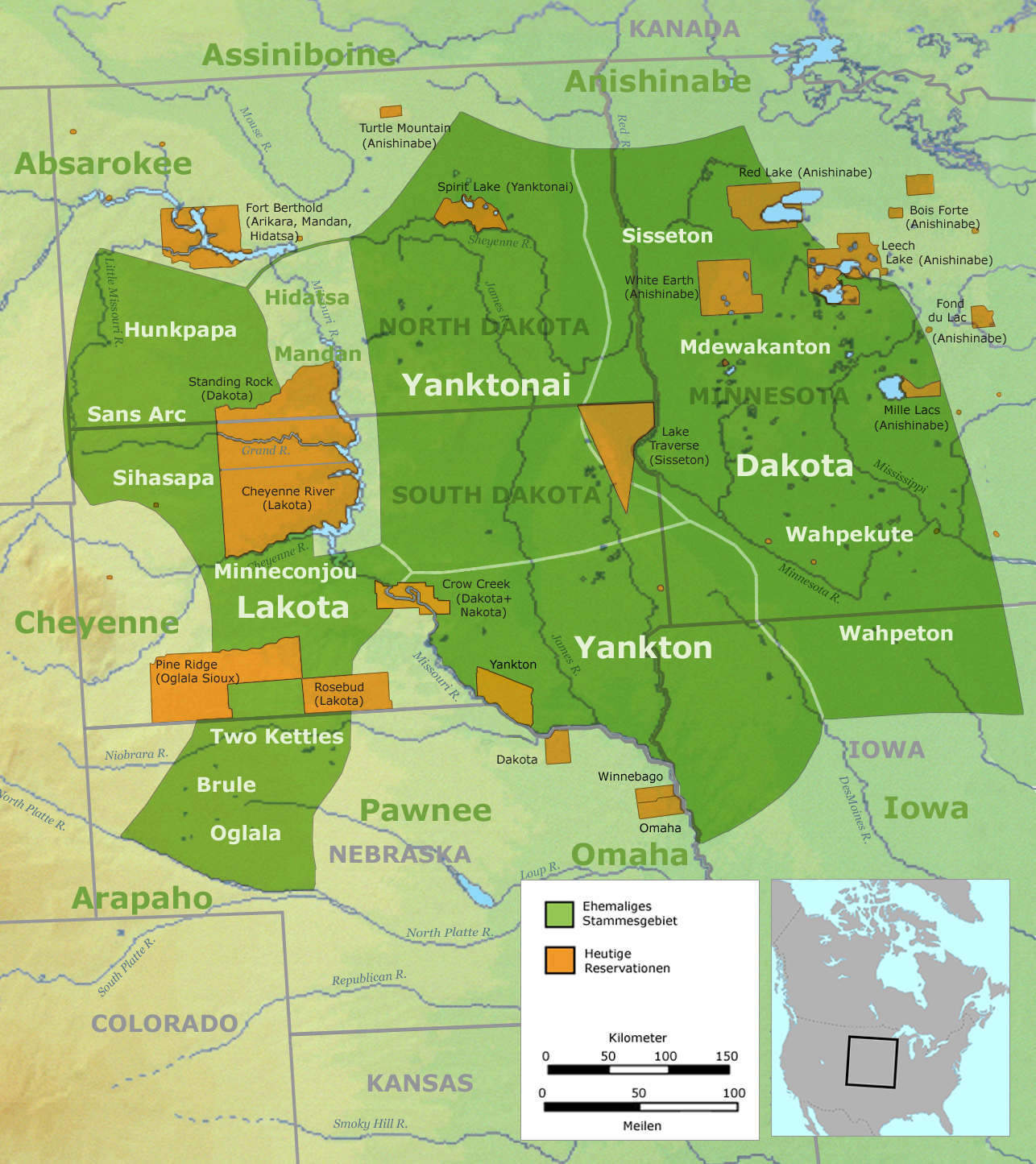
18세기 후반에 사우스다코타 지방의 종족과 수족의 아족의 분포를 보여주는 지도

1682년 르네-로베르 카블리에 드 라 살은 미시시피강 시스템에 의하여 배수된 모든 대지를 프랑스를 위한 주장을 하였다. 이 광대한 영토는 미주리 강의 물이 미시시피 강으로 흘러가는 이유로 현재의 사우스다코타를 포함하였다.
프랑스계 캐나다인 탐험가들 프랑수아와 루이-조제프 라 베른드리는 사우스다코타 지역을 방문한 첫 백인들로 알려졌다. 1743년 두 형제는 자신들이 거기에 있었음을 증면하는 데 오늘날 포트피어 대지 근처에 납 접시를 묻었다. 1913년 학교 어린이들이 그릇을 찾고 사우스다코타주립 역사 박물관이 지금 소유하고 있다.
1762년 프랑스는 미시시피 강 서부의 대지를 스페인에게 주었다. 1800년 스페인은 프랑스에게 반환하였다. 1803년 미국은 루이지애나라 불리는 이 영토를 프랑스로부터 매입하였다.
1785년경 프랑스의 모피 교역인 피에르 도리옹이 현재 양크턴 근처에 있는 제임스 강 유역 하류에 도착하였다. 그는 사우스다코타 지방에서 영구적으로 정착한 첫 백인이 되었다.
1804년 토머스 제퍼슨 대통령은 루이지애나 준주를 탐험하고 태평양으로 향하는 산길을 가리키는 데 메리웨더 루이스와 윌리엄 클라크를 보냈다. 8월에 탐험가들은 현재 엘크포인트 근처에 처음으로 사우스다코타 지방에 야영을 쳤다. 그들은 지방을 통하여 미주리 강을 따라갔다. 루이스와 클라크는 1806년 태평양으로부터 돌아오는 길에 다시 지방을 지나갔다. 지방에서 풍족한 모피를 지닌 동물들에 관한 그들의 보고들은 증가하는 모피 교역자들의 수를 끌어들였다. 탐험가들은 또한 많은 인디언 종족들과 우호적 관계를 설립하기도 하였다.
오늘날의 포트피어의 대지에 배드 강의 입구에서 1817년 가장 중요한 교역지가 지어졌다. 이 홀로의 교역지는 사우스다코타에서 첫 영구적 정착지가 되었다. 그 교역지는 프랑스의 교역인 조제프 라 프랑부아즈에 의하여 설립되었다.
사우스다코타 인디언들에 대항하는 첫 큰 규모의 군사 활동이 1823년에 시작되었다. 아리카라 종족은 미주리의 부총독 윌리엄 애쉴리 장군이 이끄는 모피 교역파들을 공격하였다. 연방 정부는 종족들을 처벌하기 위하여 헨리 리번워스 대령 아래의 군인들을 보냈다. 아리카라 족의 전통적 원수인 수 족이 군인들에게 가입하였다.
1831년 옐로보트 증기선이 세인트루이스로부터 포트테쿰셰로 들어가는 데 미주리 강을 항해하였다. 그 일은 증기선들이 미주리 강 상류를 여행할 수 있다는 것을 증명하였다. 모피 교역은 몇년 동안 번영하였으나 1850년에 쇠퇴하였다. 모피를 지닌 동물들의 수가 감소하기 시작하고 실크가 더욱 유행적이 되면서 모피를 위한 요구는 떨어졌다.

### 농업적 정착
노스다코타와 사우스다코타가 된 대지는 1812년과 1834년 사이에 미주리 준주의 일부였다. 동부 부분은 후에 차례로 미시간, 위스콘신, 아이오와와 미네소타 준주들에 속하였다. 서부 부분은 1854년 네브래스카 준주의 일부가 되었을 때에 미주리 준주의 일부로 남아있었다.
1850년대 이전에 사우스다코타에서 모든 백인 정착지들은 미주리 강을 따라 모피 교역에 관계를 지어왔다. 농업적 정착이 185년대 후반에 동부 부분에서 시작되었다.
1857년 미국 의회는 미네소타가 주로 승격되는 선언을 통과시켰다. 이 선언은 빅수 강 동부의 새로운 주의 서부 경계를 세웠다. 그러나 미주리 강으로 서부로 향하는 풍족한 농장 지대들에 대하여 아무 일도 일어나지 않았다. 어떤 비지니스인과 정치인들은 돈을 만드는 기회를 보았다. 그들은 빠르게 대지 회사들을 형성하고, 선택적인 위치들의 통치를 얻고, 타운 지대를 설계하였다. 정착지들은 수폴스, 메더리, 플랜드로와 다른 포인트들에 설립되었다.
1858년 양크턴 수 족이라 불리는 수 족의 단체가 빅수 강과 미주리 강 사이에 있는 남도부 모퉁이에서 자신들의 대지를 포기하는 데 정부와 조약을 맺었다. 이 대지의 개장은 사우스다코타 지방에 더 많은 정착자들을 끌어들였다. 양크턴, 버밀리언과 본홈이 1859년에 창립되었다.

### 준주 시대

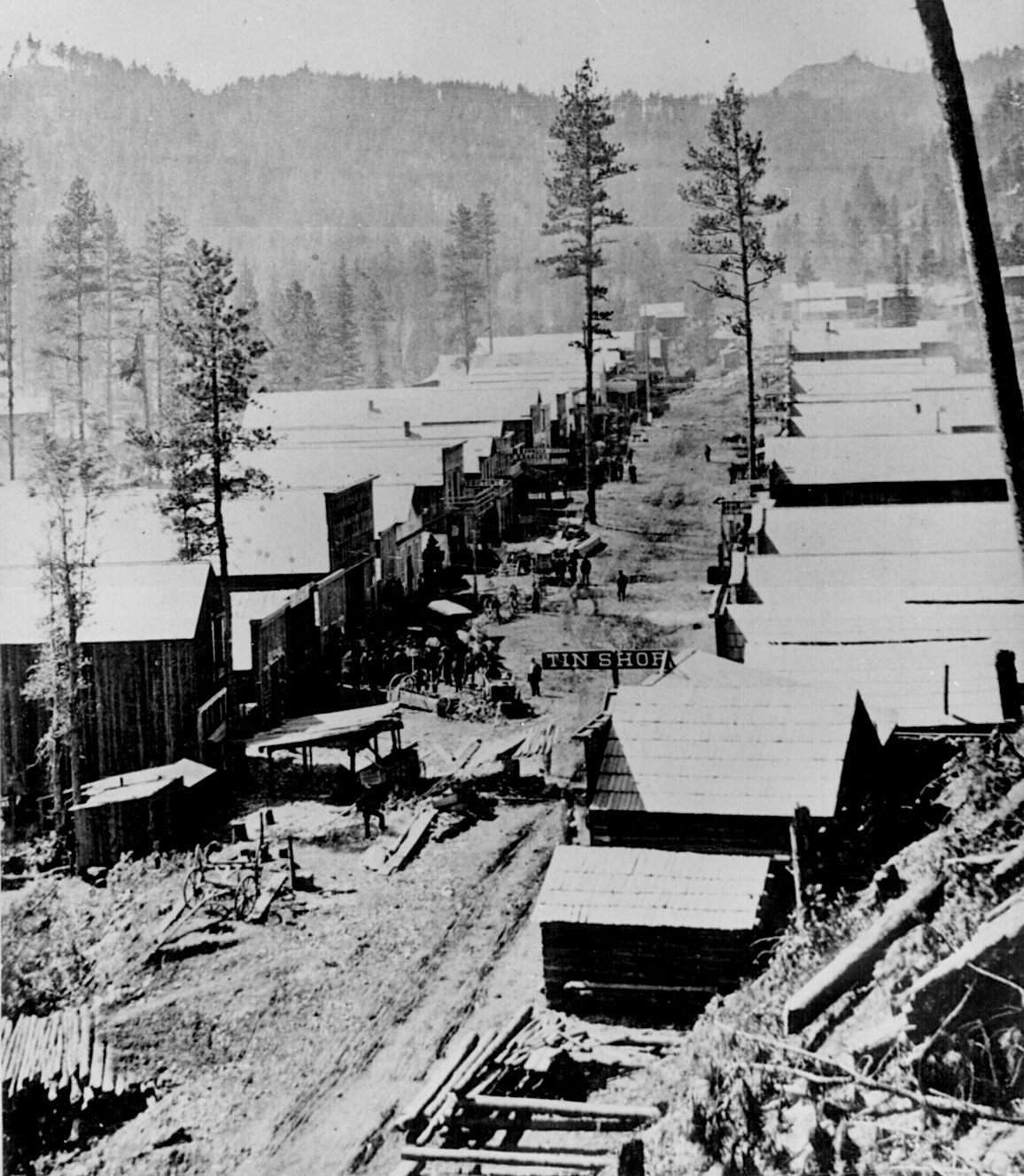
블랙힐스에서 거대한 금의 매장량이 발견된 후, 데드우드는 치솟았다.

의회는 1861년 다코타 준주를 창조하였다. 그 준주는 오늘날의 노스다코타와 사우스다코타, 그리고 몬태나와 와이오밍의 거의를 포함하였다. 윌리엄 제인이 다코타 준주의 초대 총독이었고, 양크턴이 수도였다.
인디언 전쟁들은 1860년대 동안에 준주의 재빠른 정착을 예방하였다. 가장 중요한 전쟁들 중에 하나는 수 족의 지도자 레드 클라우드의 이름을 딴 레드 클라우드 전쟁이었다. 정부는 몬태나의 새롭게 발견된 금광으로 파우더 강 컨트리를 가로지르는 도로를 건설하는 계획을 세웠다. 레드 클라우드는 도로가 인디언들의 사냥터들을 망치리라고 믿었다. 1866년 수 족은 도로를 위하여 검사하는 데 보내진 군인들을 공격하였다. 인디언들은 1869년 정부가 그들의 요구들을 만날 때까지 지속적으로 급슥을 하였다. 그해에 포트래러미 조약에서 정부는 파우더 리버 컨트리에서 그 군사 주둔지들을 포기하는 데 동의하였다. 정부는 또한 인디언들에게 돈을 내지 않고 지역을 통하여 아무 도로들을 건설하지 않는 것을 약속하였다. 조약은 미주리 강 서부에 있는 오늘날의 사우스다코타에 있는 모든 대지를 덮은 그레이트 수 족 보호구역을 창조하였다.
1874년 조지 암스트롱 커스터 중령이 이끄는 군사 원정대가 수 족이 포트래러미 조약의 폭력으로 믿은 블랙힐스로 들어왔다. 정부는 요새를 위한 어울리는 지대를 찾는 데 탐험에 명령을 내렸다. 군인들은 오늘날의 커스터 근처에서 금을 발견하였다. 그 소식은 지역에 시굴자들의 돌진을 가져왔다. 1876년 투기자들은 오늘날 리드와 데드우드 사이에서 더욱 풍부한 금의 매장량을 발견하였다. 또다른 앞을 다투면서 달아나는 금의 추구자들이 이어졌다. 데드우드의 타운은 광업 운영의 중심지로서 치솟았다. 그 타운은 국경 지방에 법률이 없는 평판과 함께 떠들석하고 넓게 열린 타운이 되었다. 와일드 빌 히콕, 캘러미티 제인과 데드우드의 다른 시민들은 유명한 서부의 인물이 되었다.
백인 정착자들에 의한 블랙 힐스의 침입은 크레이지 호스와 시팅 불이 이끄는 인디언들의 반란들을 일으켰다. 1877년 미국 정부는 수 족 인디언들로부터 블랙힐스의 소유를 차지하였다. 주 족의 대부분은 항복하고 미주리 강 서부의 보호구역들에 정착하였다. 보호구역들에서 수 족은 들소를 따라가는 자신들의 낡은 생활 스타일을 포기하여야 했다. 1889년 워보카라 불리는 파이유트 인디언이 유령의 춤이라 불리는 종교적 운동을 시작하였다. 많은 수 족들이 인디언들의 낡은 생활 방향을 복구하는 데 약속한 이 운동에 연루되었다.
정부의 공무원들은 유령의 춤을 오역하였다. 그들은 백인 정착자들에게 위협으로 숙고하여 군대를 불러들였다. 1890년 인디언 경찰은 시팅 불을 체포하는 데 보내졌다. 그의 어떤 부하들은 샤이엔 강에서 수 족 단체의 빅 푸트 추장에게 가입하였다. 연방군들은 인디언들과 만나 그들을 운디드 니 크리크에 기마대 캠프로 데려갔다. 총소리가 들리자 군인들은 총을 쏘기 시작하였다. 빅 푸트 추장을 포함하여 200명 이상의 사람들이 살해되었다.

### 주 지위
거대한 대지의 붐이 블랙힐스에서 금의 발견을 따라갔다. 수천명의 사람들이 금을 추구하러 왔다. 그러나 많은이들은 사우스다코타의 다른 부분에 있는 농장들로 더 많이 왔다. 1878년 거대한 대지의 돌진이 시작되었다. 1878년과 1887년 사이에 농부들과 투기꾼들이 사우스다코타로 쏟아져 들어왔다. 그들은 정부에 의하여 제공된 공공 대지의 2천 4백만 에이커 이상을 얻었다.
1870년 지방은 12,000명 이하의 인구를 가졌다. 1890년으로 봐서 인구는 348,600명으로 올랐다. 정착자들의 대부분은 이웃하는 주들에서 왔으나, 많은 이들은 독일, 노르웨이, 러시아, 영국과 유럽의 다른 나라들에서 왔다.
철도 건설도 또한 이 시기에 붐을 일으켰다. 1880년으로 봐서 2개의 철도들이 사우스다코타 동부에서 미주리 강으로 가로질렀다. 많은 타운들이 철도 선들을 따라 솟아 올랐다. 1870년대 후반과 1880년대에 소의 방목자들이 미주리 강 서부의 대지들로 들어왔다. 광부와 상인들의 블랙힐스로 돌진과 인디언 대리들과 군사 주둔지들의 필요함들은 육류를 위한 거대한 요구를 창조하였다.
1870년대에 다코타 준주를 2개의 부분들로 나누는 운동이 시작되었다. 주요 인구의 중심지들은 준주의 북동부와 남동부의 모퉁이에서 멀리 떨어졌다. 정착자들의 두 단체는 갈라진 정부들을 개발하는 것을 원하였다. 1889년 2월 의회는 오늘날 사우스다코타와 노스다코타 사이의 경계를 세웠다. 1889년 11월 2일 노스다코타와 사우스다코타는 각각 39번째와 40번째의 주로서 합중국에 가입하였다. 사우스다코타 주민들은 공화당 소속의 아서 C. 멜레트를 초대 주지사로 선출하였다. 사우스다코타가 주로 승격된 후 피어가 주도로 되었다.

### 1900년대 초반
사우스다코타주의 인구는 주로 승격되면서 거의 350,000명으로 올라갔다. 그러나 주로서의 첫 10년 동안에 적은 번창이 일어났다. 엄한 가뭄이 1889년에 시작되어 1897년까지 계속되었다. 1890년 그레이트 수 족 보호구역의 일부는 정착지로 열렸으나 약간의 정착자들이 왔다.
1900년대 초반에 사우스다코타주에 번영이 돌아왔다. 가뭄이 끝나고 농산물의 가격들이 좋았다. 정부는 서부에 더 많은 인디언의 대지들을 열고 수천명의 정착자들이 사우스다코타주로 쏟아져 들어왔다. 이 대지의 어떤 것은 거대한 대지의 추첨 분배를 통하여 제공되었다. 주민들은 대지를 위하여 등록하고 만약 추첨 분배에서 행운이라면 주장들을 받았다. 특별한 훈련들이 추첨 분배를 차지하는 데 미국의 모든 부분에서 온 주민들을 데려왔다.
1910년으로 봐서 인구는 거의 584,000명으로 치솟았다. 1900년과 1910년 사이에 철도들이 주에서 트랙의 1,100 마일(1,770 킬로미터) 이상을 추가하였다. 트랙의 대부분은 주의 자라나는 양과 소의 방목지들을 봉사하는 데 미주리 강 서부에 놓였다.

### 경제의 붐과 파산

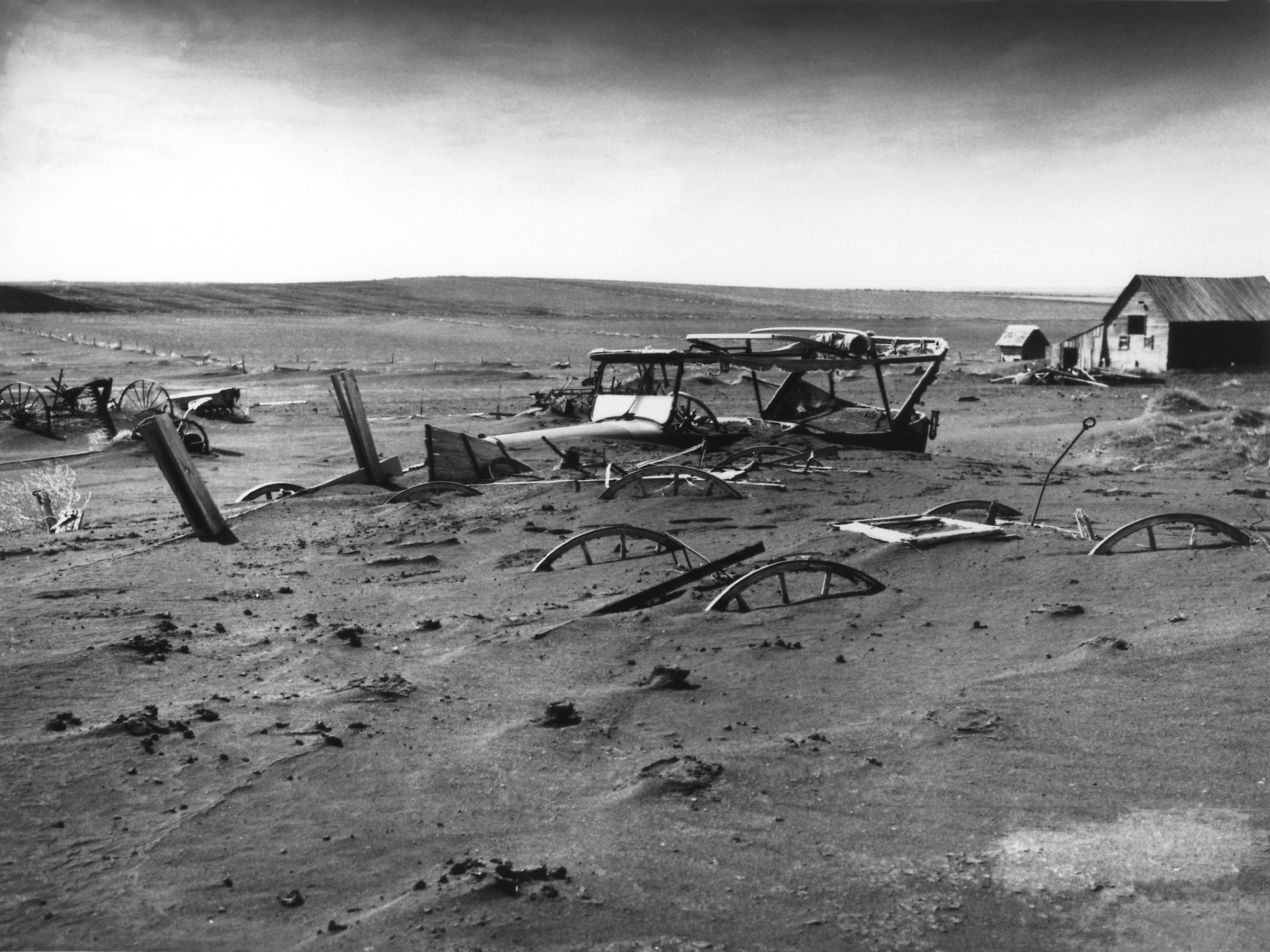
황진에 의하여 망쳐진 사우스다코타주의 한 타운

사우스다코타주의 역사를 통하여 주의 경제의 붐과 파산은 그 개발에 영향을 주었다. 1900년대의 첫 10년간 경제의 붐은 1911년 또 다른 가뭄이 시작되면서 끝났다.
주 정부는 곧 경제적 어려움으로부터 주민들을 보호하는 데 디자인된 프로그램을 시작하였다. 1915년 주의 입법자들은 은행 예금의 안정을 보증하는 법률을 통과시켰다. 후에 주는 농부들에게 수백만 달러를 빌려주었다. 그 일은 탄광을 가져오고, 시멘트 공장을 세우고 우박에 의한 손해에 대항하는 보험 프로그램을 운영하였다. 사우스다코타주는 1930년대 안으로 이 비지니스들의 대부분을 유기하였다.
1910년대 후반 동안에 다른 경제의 붐이 시작되었다. 미국이 제1차 세계 대전에 참전한 후에 사우스다코타주의 농산물 가격이 증가하였다. 1920년대에 수확물이 잘 재배되었다.
1925년 주의 경제는 낮은 농산물 가격과 은행의 실패의 이유로 고통을 겪었다. 그러고나서 1930년 주의 역사상 최악의 가뭄과 메뚜기의 재앙이 시작되었다. 1932년과 1935년에 어떤 구제를 제외하고는 가뭄이 10년간 지속되었다. 그 일은 블랙 블리자드라고 불리는 황진에 의하여 수행되었다. 추가로 전국이 대공황에 의하여 타격을 받았다. 사우스다코타주의 농산물 가격이 더욱 낮게 떨어졌다. 1930년 사우스다코타주의 인구는 692,849명으로 도달하였다. 1940년으로 봐서 인구가 642,961명으로 떨어졌다.
연방 정부는 곤란받는 농부들을 도우는 데 돈과 직업들을 마련하였다. 민간 산림 보호대는 블랙힐스의 숲들에서 수천명의 젊은이들에게 직업들을 주었다. 공공 사업 촉진국은 다리, 건물과 다른 프로젝트들을 건설하는 데 돈을 마련하였다. 정부는 또한 뿌리가 물기를 위하여 깊숙히 도달하는 잔듸들과 함께 밀을 재배하는 주의 농부들을 도왔다.
주의 다른 곳들에서 고통에 굳은 대조에서 리드와 데드우드는 1930년대에 번영을 경험하였다. 금의 가격에서 연방 정부에 의하여 증가는 홈스테이크 광산에서 작은 붐을 제웠다. 많은 실업자 남성들이 거기에 직업을 찾았다.

### 1900년대 초반
제2차 세계 대전이 일어나는 동안에 사우스다코타주의 농부들은 식량 공급에서 생산 기록들을 깼다. 증가하는 농기구 사용은 농부들이 더 많은 일을 할 수 있게 하였으나 동시에 많은 종부들이 할 일이 없게 되었다. 수천명의 농부들이 직업을 찾으로 타운이나 도시들로 이주하였으나 많은이들은 일자리를 찾지 못하였다. 결과로서 주민의 큰 수, 대부분 젊은이들이 주를 떠났다. 농사에 의지를 감소시키는 데 사우스다코타주는 그 경제를 호소하기 시작하였다. 이 효과는 미주리 강 분지를 개발하고 관광업을 증가하여 새로운 산업을 끌어들이는 것을 포함하였다.
1944년의회는 미주리 강 분지 프로젝트를 위임하였다. 이 큰 프로그램은 분지를 통하여 전력, 홍수 조절과 관개를 마련하는 데 디자인되었다. 프로젝트의 일부는 미주리 강에 4개의 수력 발전 댐의 건설을 요구하였다. 댐들은 프랜시시 케이스, 루이스 앤드 클라크, 오어헤와 샤프 호수들을 창조하였다. 많은 새로운 고속도로들들 따라 이 호수들은 주에 추가적인 관광객들을 끌어들였다. 관광업은 농업에 이어 사우스다코타주에서 2번째로 가장 큰 산업이다.
냉전의 시기 동안에 정부는 사우스다코타주에서 국방 프로젝트들의 수를 지었다. 이 프로젝트들은 래피드시티 근처에 있는 엘즈워스 공군 기지를 포함하였다. 하지만 정부는 1990년대의 첫 절반에 모든 미사일들을 치웠다.
1972년 대량의 비가 래피드시티의 캐니언 레이크 댐이 터지는 원인을 일으킨 후, 홍수가 래피드시티와 둘러싸인 지역을 휘쓸었다. 238명의 주민들이 사망하고 1억 6천 5백만 달러의 재산 피해를 일으켰다.
1873년 운디드 니의 마을은 아메리카 인디언 운동의 회원들을 포함한 대략 200명의 무장한 인디언들에 의하여 포획되었다. 활동은 인디언들을 근심시키는 연방 정책들에 대항하는 데 디자인되었고 또한 오글랄라 수 족과 테턴 수 족들 중에 종족의 논쟁의 결과를 가져왔다. 영유 기간 동안에 영유자와 연방 권위자들 사이에 총 싸움이 일어났다. 영유는 71일 동안 계속되었고 2명의 사망과 300명 이상의 체포의 결과를 가져왔다. 공무원들은 항의자들의 고소들을 공부하는 데 약속하였다.

### 1900년대 후반
1970년대에 젊은이들의 떠남이 느려졌으나 지속적으로 근심을 남겼다. 주는 경제를 넓히고, 새로운 직업들이 상업과 산업에 창조되었다. 1980년대 중반에 농업은 저가격과 높은 이득 비율로부터 고통을 겪었다. 어떤 농부들은 자신들의 대지를 잃었다. 1990년대 초반으로 봐서 농부들의 소득들이 다시 오르기 시작되었다.
1980년 미국 대법원은 8개의 수 족 인디언 종족들에게 대략 1억 5백만 달러를 내는 명령을 내렸다. 지불은 1877년 정부에 의하여 포획된 블랙힐스에 있는 인디언 대지를 위하였다.
1987년 사우스다코타주는 주의 분배 추첨을 시작하였다. 1989년 데드우드는 카지노 도박을 입법화하였다. 1990년대에 입법적인 도박에 세금들은 주의 세입의 중요한 근원이 되었다.

### 21세기
2003년 전 주지사이자 주의 단 1명의 하원 윌리엄 J. 쟁클로가 교통 사고로 오토바이 운전자를 살해했다. 그는 살인, 무모한 운전과 속력을 내는 등으로 유죄 판결을 받았다. 2004년 그는 벌금을 내고 징역 100일을 선고받았다. 그는 하원으로부터 사임하고 주는 그의 자리를 대신하는 특별 선거를 치렀다.

## 지리

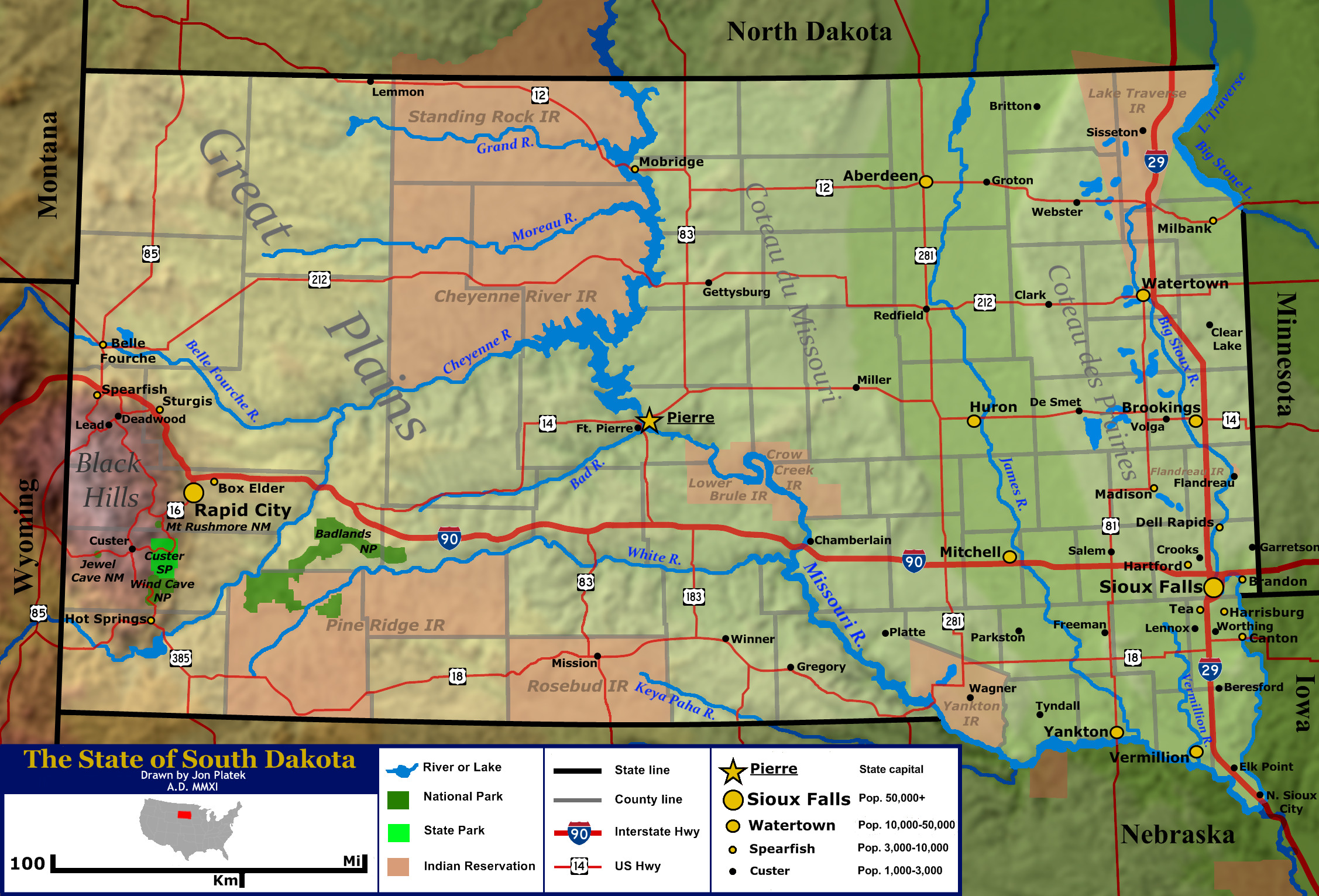
사우스다코타의 영역과 주요 지리적 특징

사우스다코타는 미국의 중북부에 위치해 있으며, 미국통계국에 의해, 미국 중서부로 간주되고 있다. 또한 대평원의 북쪽에 위치한 노스다코타와 북부를, 네브래스카와 남부를, 아이오와와 미네소타와 동부를, 그리고 와이오밍과 몬태나와 서부가 인접해 있다. 로키산맥의 동쪽 앞에 있는 경계를 이룬 6주 중 하나이다.
서부의 문화, 경제 및 지형이 중서부보다 서쪽에 가깝다. 총 면적은 199,743 km2이며, 미국 50개 주 중 17위이다. 해발 2,207m의 하니봉이 주내 가장 높은 지점이며, 해발 294m의 빅 스톤 호수가 주내 최저 지점이다. 미국의 지리적 중심지가 버트 카운티의 캐슬 락의 서쪽 27km에 자리를 잡고 있다. 북미 대륙의 도달 불능 극점이 알렌과 카일 사이에 있고 가장 가까운 해안선에서 거리는 1,638 km이다.
미주리 강이 사우스다코타의 중앙부를 통해서 남북으로 흐르고 있으며, 이 강은 주 내 가장 크고 긴 강이다. 미주리 강 동부는 빙하로 형성된 낮은 언덕과 많은 호수가 있다. 비옥한 농장 지역으로 사용되고 있다. 미주리 강 서쪽은 깊은 계곡과 기복하고 계속 평원으로 구성된 지역이다. 미주리 강에 건설된 댐은 오아헤 호수, 샤프 호수, 프랜시스 케이스 호수, 루이스 앤 클라크 호수 등 대형 인공 호수를 형성하고 있다. 기타 하천으로 샤이엔 강, 제임스 강, 빅 수 강 및 화이트 강이 있다.

### 지역과 지질
사우스다코타는 일반적으로 동부, 서부 및 블랙 힐스의 세 지역으로 분류된다. 미주리 강이 지형, 사회 및 정치적 측면에서 동부와 서부의 경계를 분할하고 있다. 서부에 있는 블랙 힐스 주변은 분명히 다른 외형의 특징으로 분류된다. 주민들은 블랙 힐스를 서부에 포함, 미주리 강 서쪽을 웨스트 리버, 동쪽을 이스트 리버라고 부르기도 한다.
동부는 대체로 서부보다 강우량이 많고, 낮은 지형이다. 더 세분하면, 코토 데 프레리(고원), 디섹티드틸 평원, 그리고 제임스 강 계곡 유역이 있다. 코토 데 프레리는 동쪽 미네소타 강에서 서쪽 제임스 강 유역 사이에 있는 고원이다. 그 서쪽은 제임스 강 분지이며, 대체로 낮고 평평하고 깊이 침식된 땅이고, 주 내를 남북으로 흐르는 제임스 강을 따라 있다. 디쎅티트틸 평원은 굴곡진 언덕과 비옥한 토양의 지역이며, 아이오와 주와 네브래스카의 대부분과 사우스다코타의 남동쪽 구석에 펼쳐져 있다. 약 200만년 전에 시작한 플라이스토세에 퇴적된 층이 주 동부의 대부분을 덮고 있다. 주내에는 가장 새로운 바위침전물층이 있고, 틸로 알려진 큰 바위와 토양이 퇴적된 연속된 빙하작용으로 형성되었다.
대평원은 주내 서쪽 3분의 2의 대부분을 덮고 있다. 미주리 강 서안에서 더 건조한 바위 지형이, 굴곡진 구릉, 평원, 계곡, 그리고 측면이 험난하고 정상이 편평한 버트라는 언덕이 있다.

### 생태계
블랙 힐스 사우스다코타의 대부분은 온화한 초원형 생물군계이다. 초원과 경작지가 지역의 대부분을 덮고 있지만 느릅나무와 버드나무 같은 활엽수가 강 근처 또는 방풍림으로 보인다.

### 국립공원과 보호구역

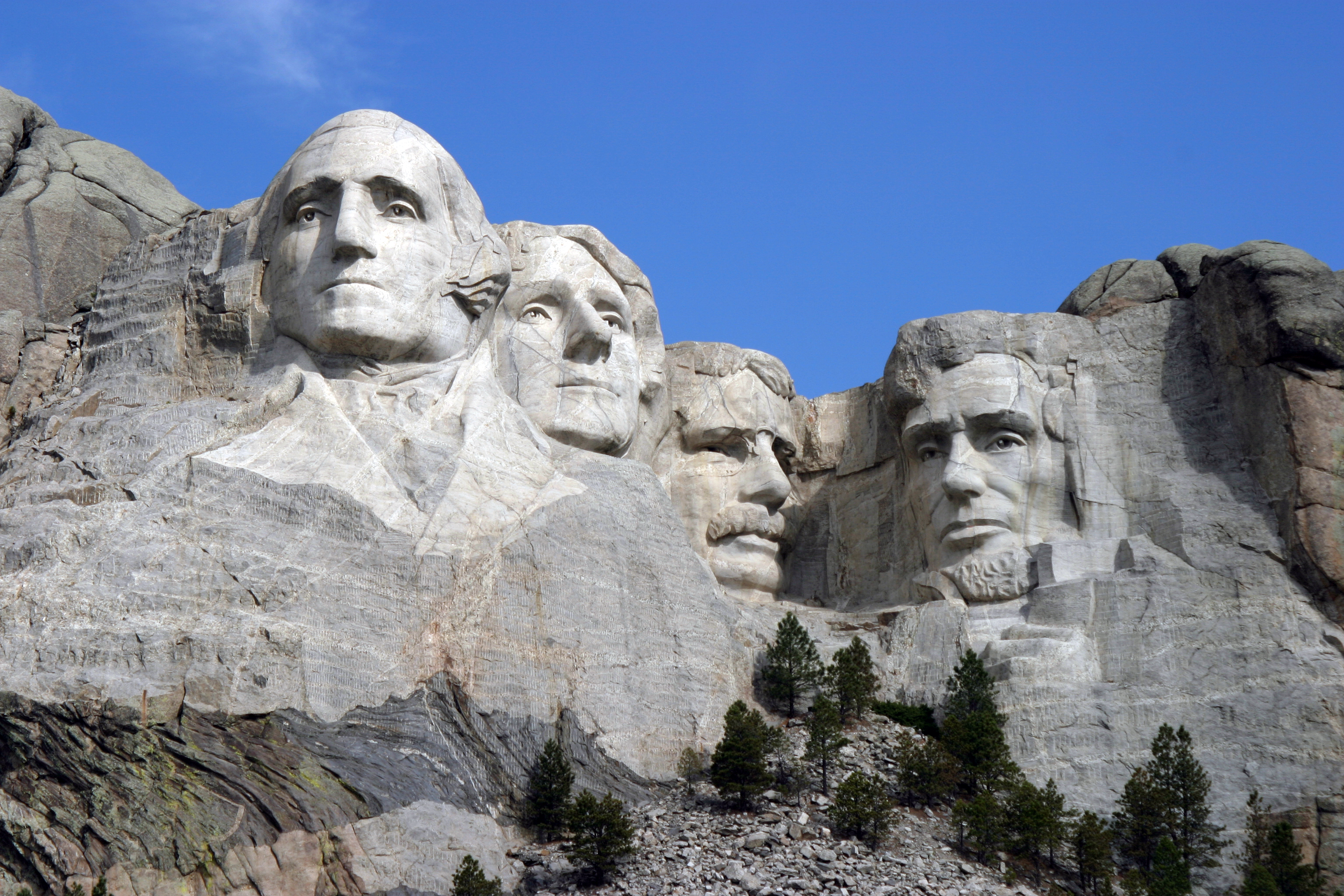
블랙힐스에 있는 러시모어 산

미국 국립공원국의 관할 지역은 다음을 포함한다:
- 윈드 케이브 국립공원, 1903년 지정
- 배드랜드 국립공원, 1978년 지정
- 주얼 케이브 국립기념공원
- 루이스와 클락 국립역사길

### 기후
사우스다코타는 대륙성기후를 가지고 있고, 사계절이 분명하여 서늘하고 건조한 겨울과 덥고, 약간 습도가 높은 여름이 있다. 여름의 평균 최고 기온은 32°C에 육박하는 경우도 많지만, 밤에는 16°C 근처까지 내려 간다. 매년 여름에는 37 °C 보다 매우 덥고 건조한 날이 계속될 때도 많다. 겨울은 서늘해서 1월의 평균 최고 기온은 영하이며, 최저 기온은 -12 °C 이하가된다. 과거 최고 기온은 2006년 7월 15일 유스타에서 기록된 49°C, 과거 최저 기온은 1936년 2월 17일에 매킨토시에서 기록된 -50°C이다. 연평균 강수량은 아건조의 북서부에서 381mm, 다소 습한 남서부에서는 635mm 정도이지만, 블랙 힐스의 리드를 중심으로하는 지역은 762mm에 달하기도 한다. 여름은 강풍과 천둥과 우박을 동반하는 뇌우되는 경우가 많다. 주 동부는 토네이도 영향권에 들어 있어, 매년 평균 30회의 회오리가 발생한다. 겨울에는 눈보라와 폭풍우를 동반한 열악한 기상 조건이 될 때도 있다.
| 사우스다코타주요 도시의 월간 최고, 최저 기후 |               |               |              |              |              |               |               |               |              |              |              |               |
| 시                                           | 1월           | 2월           | 3월          | 4월          | 5월          | 6월           | 7월           | 8월           | 9월          | 10월         | 11월         | 12월          |
| Aberdeen                                     | 21/1 (−6/-17) | 28/9 (−2/-13) | 40/21 (4/-6) | 57/33 (14/1) | 70/46 (21/8) | 79/55 (26/13) | 85/60 (29/16) | 84/57 (29/14) | 73/46 (23/8) | 59/34 (15/1) | 39/20 (4/-7) | 26/6 (−3/-14) |
| Rapid City                                   | 34/11 (1/-12) | 39/16 (4/-9)  | 47/23 (8/-5) | 57/32 (13/0) | 67/43 (19/6) | 77/52 (25/11) | 86/58 (30/14) | 86/57 (30/14) | 75/46 (24/8) | 62/35 (17/2) | 45/22 (7/-6) | 36/13 (2/-11) |
| Sioux Falls                                  | 25/3 (−4/-16) | 32/10 (0/-12) | 44/21 (7/-6) | 59/32 (15/0) | 71/45 (22/7) | 81/54 (27/12) | 86/60 (30/16) | 83/58 (28/14) | 74/48 (23/9) | 61/35 (16/2) | 42/21 (6/-6) | 29/8 (−2/-13) |
| [ 3 ]                                        |               |               |              |              |              |               |               |               |              |              |              |               |

## 경제

### 서비스업
서비스업은 사우스다코타주의 국내총생산과 고용에서 대략 5분의 4를 차지한다. 서비스업들은 주의 대도시들에 중심을 잡았다.
수폴스는 주의 지도적인 금융의 중심지이다. 미국에서 가장 큰 금융 서비스 회사 시티그룹이 수폴스에 기지를 둔 어떤 운영을 가졌다. 몇몇의 다른 금융 회사들도 도시에 기지를 두었다. 주의 많은 모텔과 식당들은 수폴스 근처와 러시모어 산 같은 관광지들에 집중되어 있다.
연방 정부는 인디언 보호구역, 래피드시티 근처의 엘스워스 공군 기지와 주의 국립 공원 지대에 많은 주민들을 고용한다. 나라에서 가장 큰 인디언 보호구역의 2개가 사우스다코타주에 있다. 트럭 회사와 철도들은 주가 대부분의 주요 시장들로부터 거대한 거리에 놓여있는 이유로 주요 역할을 한다.

### 제조업

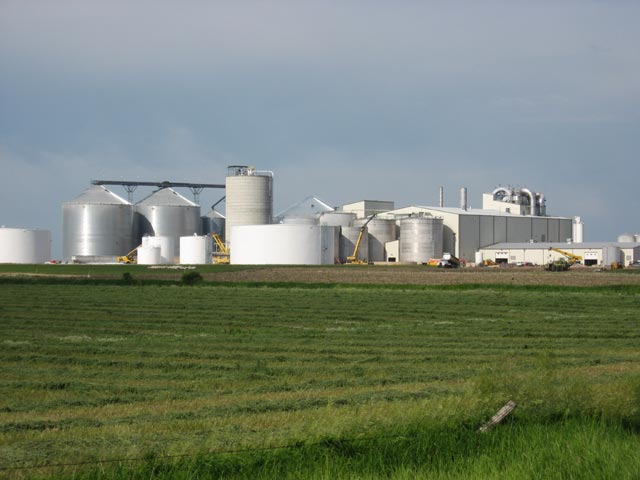
터너 카운티의 에타놀 공장

사우스다코타주의 제조업은 거의 주의 농산물을 가공하는 데 봉납된다. 식품은 주의 제조품들 중의 지도적인 타입이다. 정육 가공과 포장의 공장들은 수폴스와 양크턴에 있다. 낙농제품의 공장들은 사우스다코타주의 동부에서 운영된다.
컴퓨터는 노스수시티에서 만들어진다. 전자 득점 개시판과 다른 전자 디스플레이 시스템들은 브루킹스에서 만들어진다. 교통 수단의 주요 타입들은 트럭 트레일러와 자동차 부품을 포함한다.

### 농업

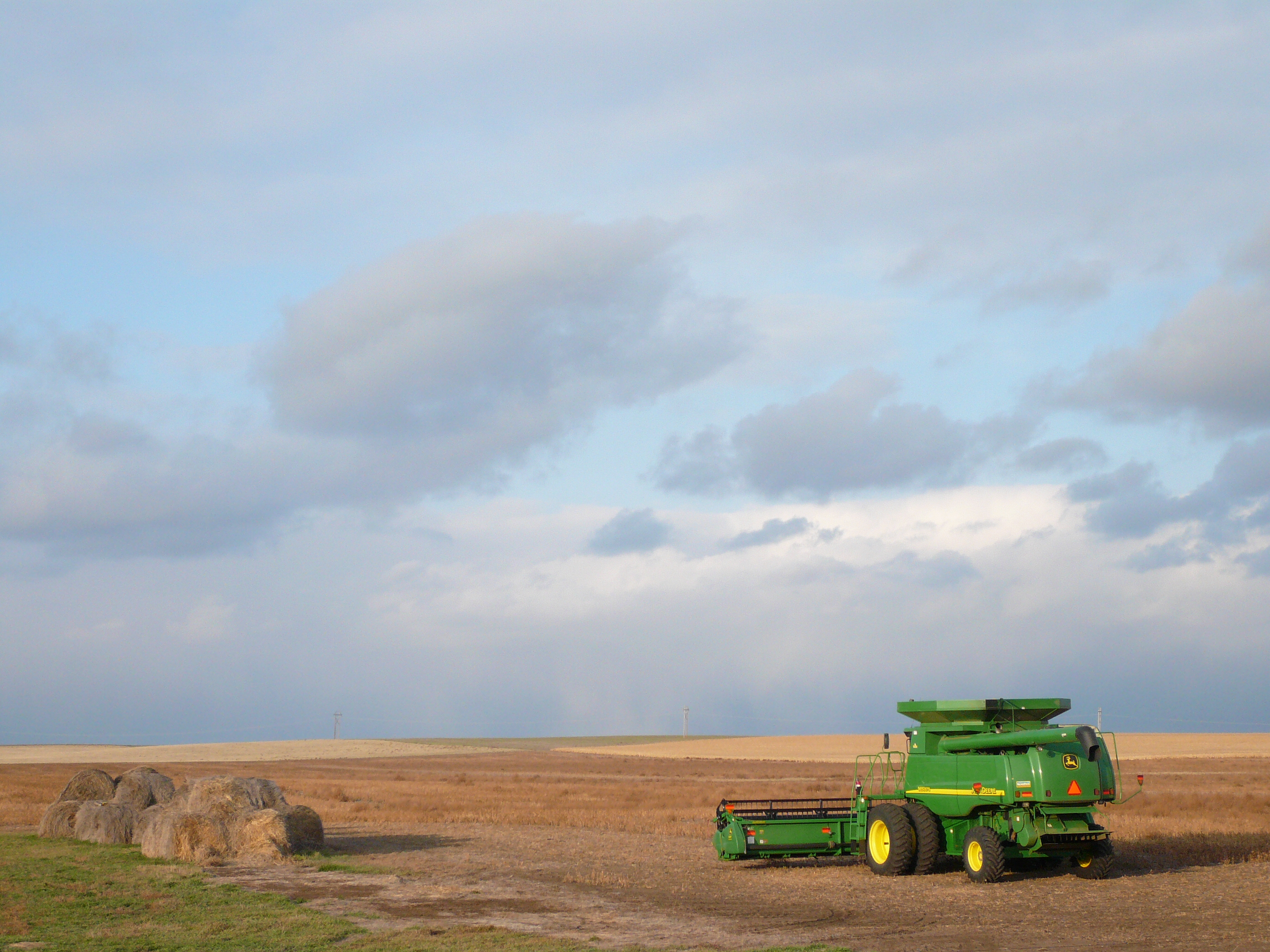
콤바인 경작

농장지대는 사우스다코타주 대지 지역의 대략 90 퍼센트를 덮고 있다. 주의 동부에 작은 농장들이 놓여 있는 동안에 주의 서부와 중부에는 큰 농장들이 놓여있다. 관개는 주에서 많은 농장들에 쓰이고 있다.
수확물은 주의 농업 소득의 절반 이상을 차지한다. 옥수수, 콩과 밀은 사우스다코타주의 지도적인 수확물이다. 주의 동부는 옥수수와 콩 재배를 위한 주요 지방이다. 봄밀은 사우스다코타주의 북부에서 주로 생산되고, 겨울밀은 주의 중부에서 주로 재배된다. 사우스다코타주는 봄밀 생산에서 지도적인 주들 중에 랭킹으로 들어와있다. 사우스다코타주는 또한 아마 씨, 건초, 귀리, 호밀과 해바라기 씨의 주요 생산 주들 안에 랭킹에 들어와 있기도 한다.
가축과 축산물은 사우스다코타주 농장 소득의 절반 이하를 차지한다. 사우스다코타주는 육우, 돼지, 양의 지도적인 사육지이다. 육우는 서부 부문에 있는 방목지들에서 떼를 모여 산다. 방목자들은 가끔 자신들의 송아지와 1년된 소들을 주의 동부 혹은 이웃하는 주들에 있는 사육자들에게 운송한다. 사육자들은 소들을 시장으로 보내기 전에 살을 찌우는 편이다. 양은 사우스다코타주를 통하여, 특히 주의 북서부에서 사육된다. 주는 양모의 지도적인 생산지이다. 주의 닭, 달걀, 거위와 칠면조의 대부분은 동부에서 생산·사육된다. 농부들은 동부를 통하여 젖소를 기르고 우유는 농장 소득의 중요한 근원이다.

### 광업
사우스다코타주의 중요한 광물들은 시멘트, 깨진 돌, 천연가스, 석유와 모래와 자갈이다. 점토와 석회암이 섞여 이루어진 시멘트는 페닝턴에서 생산된다. 깨진 돌은 주의 남동부와 남서부에서 생산된다. 모래와 자갈의 대부분은 주의 동부에 있는 구덩이들로부터 왔다. 커스터, 폴스리버와 하딩 카운티는 사우스다코타주의 석유와 천연가스 생산의 중심지들이다.

## 주민
| 인구조사                      | 인구    | Note | %±     |
| ----------------------------- | ------- | ---- | ------ |
| 1860년                        | 4,837   |      | —      |
| 1870년                        | 11,776  |      | 143.5% |
| 1880년                        | 98,268  |      | 734.5% |
| 1890년                        | 348,600 |      | 254.7% |
| 1900년                        | 401,570 |      | 15.2%  |
| 1910년                        | 583,888 |      | 45.4%  |
| 1920년                        | 636,547 |      | 9.0%   |
| 1930년                        | 692,849 |      | 8.8%   |
| 1940년                        | 642,961 |      | −7.2%  |
| 1950년                        | 652,740 |      | 1.5%   |
| 1960년                        | 680,514 |      | 4.3%   |
| 1970년                        | 665,507 |      | −2.2%  |
| 1980년                        | 690,768 |      | 3.8%   |
| 1990년                        | 696,004 |      | 0.8%   |
| 2000년                        | 754,844 |      | 8.5%   |
| 2010년                        | 814,180 |      | 7.9%   |
| 2019 (추산)                   | 884,659 |      | 8.7%   |
| 출처: 1910–2010 2019 Estimate |         |      |        |

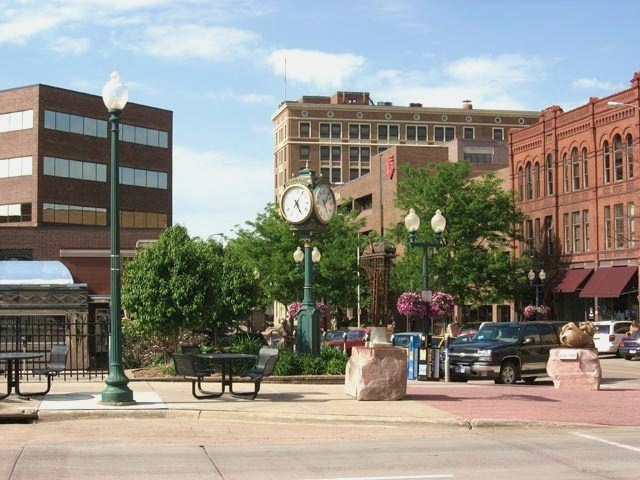
다운타운 수폴스

2000년 미국 인구 조사국은 사우스다코타주의 인구가 754,844명이라고 보고하였다. 주의 인구는 1990년으로 본 696,004명에서 8.5 퍼센트나 증가하였다. 2000년 조사국에 의하면 사우스다코타주는 인구에서 50개의 주들 중에 46위로 들어와있다.
사우스다코타 주민의 대략 40 퍼센트는 메트로폴리탄 지역들에 산다. 주는 3개의 메틀폴리탄 지역들이 있다 - 래피드시티, 수시티 (아이오와주)와 수폴스.
사우스다코타주는 대도시들의 번창에 자극하는 데 거대한 제조업이 없다. 애버딘, 래피드시티, 수시티와 워터타운 만이 20,000명 이상의 인구를 가진 도시들이다. 대부분의 타운들은 둘러싸인 농업 지방들에 복무하는 데 설립되었고 주의 주요 농장 지대인 미주리 강 동부에 있다. 많은 타운들은 한번 광업이 번영하고 관광업이 번창한 블랙힐스에서 자라났다.
사우스다코타 주민의 8 퍼센트 이상은 아메리카 인디언 계통이며 알래스카주와 뉴멕시코주를 제외한 여러 주보다 더 높은 퍼센티지를 가지고 있다. 사우스다코타주의 다른 큰 인구 단체들은 독일, 노르웨이, 아일랜드와 영국 계통의 주민들이다. 아시아인과 히스패닉은 주 인구의 3 퍼센트 이하를 차지한다.